# UFC 147
UFC 147: Silva vs. Franklin 2 fue un evento de artes marciales mixtas organizado por Ultimate Fighting Championship el 23 de junio de 2012 en el Mineirinho Arena de Minas Gerais, Brasil.

## Historia
El evento tuvo cambios importantes en su tarjeta original. La revancha esperada entre Anderson Silva y Chael Sonnen fue trasladada a UFC 148 el 7 de julio de 2012 en Las Vegas, Nevada y la esperada pelea coestelar del evento brasileño, y la revancha entre Vitor Belfort y Wanderlei Silva sería la titular del evento. El 24 de abril, los cambios con respecto a Silva/Sonnen se confirmaron. Los planes fueron hechos para que el campeón peso pluma José Aldo, quien estaba programado para defender su título en UFC 149, pasara a encabezar este evento. Sin embargo, se informó el 28 de abril de 2012, que Aldo se mantendría en el UFC 149 y defendería su título contra Erik Koch, la cual no acabó celebrándose.

## Resultados
1. ↑  Final de Peso Medio de TUF Brazil. Daniel Sarafian fue reemplazado por Sérgio Morães por lesión.
2. ↑  Final de Peso Pluma de TUF Brazil.

## Premios extra
- Pelea de la Noche: Wanderlei Silva vs. Rich Franklin
- KO de la Noche: Marcos Vinicius
- Sumisión de la Noche: Rodrigo Damm